# On Hearing the first Cuckoo in Spring
On Hearing the first Cuckoo in Spring är en symfonisk dikt av tonsättaren Frederick Delius. Verket är skrivet för liten orkester och är en naturskildring, vars huvudtema är den norska folkmelodin I Ola-dalom (som Edvard Grieg hade använt i sina 19 norske folkeviser op. 66).